# Governador Lindenberg
Pour les articles homonymes, voir Lindenberg.
Governador Lindenberg est une municipalité brésilienne située dans l'État de l'Espirito Santo.